# Fiumicino
Fiumicino város Olaszországban, Lazio régióban, Róma megyében.

## Földrajz
A Tirrén-tenger partján fekszik, a Tevere deltájától északra. Róma után a megye második legnagyobb kiterjedésű városa.

## Története
1992. március 6-án született, amikor egy regionális törvénnyel létrehozták Róma XIV. kerületéből.

## Gazdaság
Az egyik legfontosabb halászati központ a Tirrén-tengeren. Nyaranta tengerpartjának köszönhetően virágzik az idegenforgalom. A városban található Róma nagyobbik repülőtere, az Aeroporto Internazionale Leonardo da Vinci.